# 国家行动党
国家行动党（西班牙語：Partido Acción Nacional，缩写为PAN）是墨西哥的一个保守主义和基督教民主主義政党，是墨西哥的三个主要政党之一。该党成员比森特·福克斯·克萨达和费利佩·卡尔德龙分别在2000年和2006年当选墨西哥总统。另外，该党是议会第二大党。

## 历史

### 20世纪
1939年9月17日墨西哥天主教会和一些保守派人士创立了墨西哥国家行动党。他们的目标在于墨西哥革命后长久的政治动乱和武力狂暴使用和平手段来改变国家，达到其政治目标。此前天主教会与反教權的革命制度党达成协议。天主教教会默许当时国家缺乏民主的状态，停止对天主教叛军的支持，威胁对其抵抗政府的成员采取绝罚。
1946年四名国家行动党成员成为革命后第一批议会反对党成员。一年后其成员首次出任县长和副州长。
1962年一名国家行动党成员成为墨西哥第一名女性州长候选人，两年后另一名党员成为首位女性副州长。1967年国家行动党出现了墨西哥首位女县长。
1989年国家行动党的一名成员成为首位反对党州长，两年后国家行动党的成員首次进入参议院。从1992年至2000年国家行动党多次赢得州长选举。

### 21世纪

革命制度黨
國家行動黨(PAN)
墨西哥民主革命黨
公民运动
墨西哥生態主義綠黨(PVEM)2015年黨派執政的州分

2000年墨西哥总统选举，国家行动党与绿色生态党组成的“变革联盟”的候选人比森特·福克斯·克萨达赢得了42.5%的选票，成为墨西哥总统，結束革命制度黨長達71年的執政。在同时举办的参议院选举中该联盟赢得了参议院中128席中的46席。一年后该联盟破裂，此后绿党主要和革命制度党联合。
2003年墨西哥國會中期選舉，国家行动党获得30.74%的选票，赢得众议院500席中的153席。同年国家行动党在新萊昂州的州长選舉中败给革命制度党，一年后也未能把奇瓦瓦州的州长選舉中从革命制度党赢回来。科利馬州的竞选争夺激烈，后来被中止，又重新进行。一些政治分析家认为这是2006年墨西哥大选中国家行动党将失利的先兆。但是2004年国家行动党首次在一般不认为是它的势力范围的特拉斯卡拉获胜，不过其候选人在几个月前还是革命制度党的成员。在克雷塔羅州和阿瓜斯卡連特斯州它保持了多数。2005年国家行动党在墨西哥州和納亞里特州输给革命制度党。墨西哥州的选民特别多，因此被看作是一个重要选举。
2006年墨西哥总统选举，国家行动党前主席费利佩·卡尔德龙是该党候选人。在党内的竞争中他战胜了阿尔贝托·卡德纳斯和圣地亚哥·克里尔。7月2日卡尔德龙获得了多数选票，比名列第二民主革命黨的洛佩斯·奧夫拉多爾高不到1%。奧夫拉多爾後来虽然上诉竞选结果，但是没有成功。国家行动党赢得众议院中的206席，参议院中的52席，在两院中均成为第一大党派，直至2009年，革命制度黨在中期選舉後重新成為第一大黨。
2007年国家行动党在尤卡坦州和阿瓜斯卡连特斯市失去多数。但保持下加利福尼亞州的州长和多数。在多个州的地方选举中革命制度党也获胜。
2012年墨西哥大选中，国家行动党候选人何塞菲娜·巴斯克斯·莫塔仅获得25.41%的选票，獲第三名，败于革命制度党的培尼亚·涅托。同期进行的议会选举中，国家行动党也败于革命制度党，在参议院取得38席，在众议院取得114席，是议会第二大党，結束12年執政。

## 政策主张

### “国家行动”政策
从一开始墨西哥国家行动党就与墨西哥政治家中的保守派倾向联系在一起。但是这个党不仅仅把自己看作是一个基本保守派党派。理论上这个党派的思想是“国家行动”，它反对把自己根本地与左派或者右派政治或者政策联系到一起，而是对国家随时面临的问题提出相应的政策。因此在国家政策中左派或者右派政策都要被仔细地考虑。
这个置自己于左派和右派外的基本政策源于该党派强烈的基督教环境，属于基督教民主主义。
这个理论主要是由该党的创建人就已经提出了。
但是一些观察家认为墨西哥国家行动党的国家行动政策被在实践中始终靠近的保守主义削弱了。

### 保守政策
国家行动党目前占据墨西哥政治系统中的右翼。它支持自由经济、私有化、缩小政府、自由改革，反对同性婚姻和堕胎。
現時，它的哲学类似美国共和党和加拿大保守党以及欧洲的大多数基督教民主党及保守黨派。它是美洲基督教民主主义组织成员。它的官方声明是它是一个90%的居民是基督徒的国家里的一个非宗教党派。
一些国家行动党市长和州长禁止公共设施的职员穿迷你裙，禁止在公共市场上用髒話。

### 堕胎
2005年7月比森特·福克斯·克萨达政府后期的内政部长把紧急避孕称为是“大规模杀伤性武器”。不过载墨西哥教会诅咒为“堕胎药”的“次日清晨”药是在该政府执政时期合法化的。
国家行动党反对国家补助堕胎，其中指责其它党派想杀未生胎儿。地方政府批准可以匿名、免费或者政府补贴堕胎的法律后国家行动党要求墨西哥城对这个违反宪法的政策采取措施。墨西哥城无法找到违反宪法的证明，因此拒绝了这个要求。国家行动党因此以“缺乏道德质量”为由要求撤销人权委员会主席的职务。随后国家行动党又与天主教律师联盟一起收集签名要求推翻堕胎法律，并进行全民公投，这个要求也被拒绝了。2007年5月国家行动党发动了一个孤立医生因为良心拒绝进行堕胎的运动。
这些政策都是针对国家资助的堕胎，国家行动党对私人堕胎没有官方评论。

### 反对公民结合
国家行动党反对墨西哥城和科阿韋拉州实行的公民结合，但是没有成功。
2006年11月9日墨西哥城政府批准了墨西哥第一部设立公民结合的法律。国家行动党成员和一名墨西哥新联合党的成员是唯一投反对票的。
同年科阿韋拉州批准民事结合时国家行动党也反对。国家行动党还在最高法院控告科阿韋拉州违反宪法，因为宪法规定保护家庭。